# Mithridate V du Pont
Pour les articles homonymes, voir Mithridate.
Mithridate « Évergète » du Pont (en grec moderne : Μιθριδάτης Ε΄ ὁ Εὐεργέτης), plus couramment appelé Mithridate V (mort en 120 av. J.-C.), est un roi du Pont de la dynastie des Mithridatides qui règne de 151 av. J.-C. à 120 av. J.-C.

## Biographie

### Origine
Mithridate V est le fils du roi Pharnace Ier et de la princesse séleucide Nysa.

### Règne
Mithridate V participe aux côtés de Rome à la guerre contre Aristonikos, usurpateur du royaume de Pergame. Il reçoit en échange la Grande-Phrygie, puis il étend son influence sur la Paphlagonie en obtenant du dynaste local, Pylaiménès, qui le désigne comme héritier, et sur la Cappadoce, mariant sa fille Laodicé (C) à Ariarathe VI.
Mithridate V meurt assassiné vers 120 av. J.-C., probablement à la suite d'un complot organisé par son épouse et tante Laodicé VI, régente ambitieuse voulant exercer seule le pouvoir.

## Famille

### Mariage et enfants
De son épouse Laodicé VI, fille d'Antiochos IV, il laisse :
- Mithridate Chrestos ;
- Mithridate Eupator ;
- Sans doute quatre filles, Laodicé dite Laodicé C[1] (épouse successive de Ariarathe VI de Cappadoce et de Nicomède III de Bithynie), Laodicé dite Laodicé D[1] (sœur-épouse de Mithridate VI), ainsi que Roxane et Stateira (selon Plutarque « âgées de quarante ans chacune », qui se suicident sur son ordre pour ne pas tomber aux mains de ses ennemis[2]) ;
- Peut-être une autre fille.